# اصول مکتب شرکت‌های تعاونی راچدیل

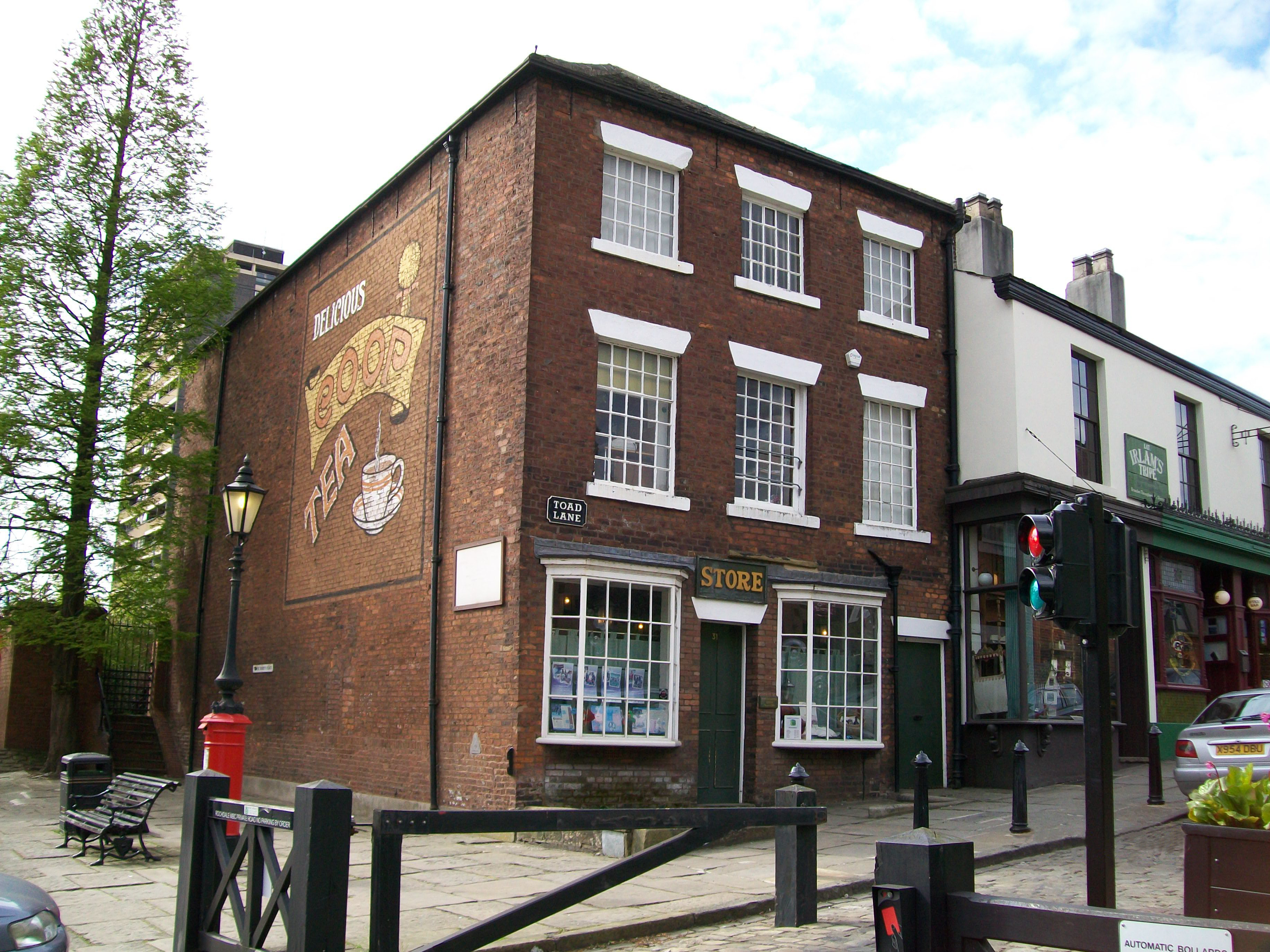
فروشگاه اصلی راچدیل در انگلستان

28 نفر کارگر پیشتاز در شهر کوچک راچدیل با تحقیق در علل شکست و بررسی رموز موفقیت شرکت‌های تعاونی در گذشته، به ابداع و ابتکار اصول و راه و رسمی نوین دست زدند و در سال 1844 شرکتی را بنیان نهادند که نظریه و روش‌های کار آن‌ها سرمشقی برا تشکیل شرکت‌های تعاونی در دنیا قرار گرفت و تا امروز در سراسر دنیا این اصول ارزش و اعتبار خود را حفظ کرده و بنام " اصول مکتب شرکت‌های تعاونی راچدیل " شناخته شده‌است.
اصول شرکت تعاونی راچدیل به صورتی که امروز گفته می‌شود، به وسیله بنیان‌گذاران و مؤسسین این شرکت تعاونی اعلام نشده‌است، بلکه در سال 1931 اتحادیه بین‌المللی تعاون هیئتی را مأمور نمود تا با بررسی اساسنامه شرکت‌های تعاونی راچدیل و قواعد هفت گانه آن اصول اساسی آن را استخراج و به عنوان اساس و مبنای تشکیل و اداره شرکت‌های تعاونی اعلام دارد، این اصول عبارت‌اند از:
1. عضویت آزاد و اختیاری
یعنی هر فرد بایستی در پیوستن به تعاونی یا گسستن از آن آزاد باشد. زیرا تعاونی متعلق به کسانی است که نیازمند خدماتی هستند که تعاونی برای آن‌ها فراهم می‌آورد و از سویی ماهیت یک نهضت اجتماعی، ایجاب می‌کند که در گردآوری هر چه بیشتر عضو تلاش نماید تا سازمان قدرتمند اجتماعی و اقتصادی به‌وجود آید و بتواند روی پای خود بایستد. در حقیقت داوطلب بودن یکی از اصول اولیه تعاون می‌باشد که بر اهمیت رفتار انسانی در تعاونی‌ها قرار دارد. عمل داوطلبانه انگیزه‌ای برای کار بهتر و ثمر بخش تر به‌وجود می‌آورد و موجب تشویق و بروز حس ابتکار در بین اعضای تعاونی می‌شود.
2. اداره امور شرکت بر اساس دموکراسی
شرکت تعاونی، شرکت اشخاص است نه سرمایه‌ها که برای وصول به هدفی مشترک دست همکاری به یکدیگر داده‌اند. بنابراین تمام اعضاء باید به نسبت مساوی در اتخاذ تصمیمات و اداره امور شرکت سهیم بوده و از حقوق و وظایف مساوی برخوردار باشند. قدرت عالیه یک تعاونی در اختیار مجمع عمومی که می‌تواند بر طبق اساسنامه و مقررات شرکت هر گونه تصمیمی را نسبت به امور شرکت اتخاذ نماید. بر خلاف مؤسسات تجاری که میزان سهام و سرمایه عامل مؤثر در تصمیم گیری برای فعالیت‌های مؤسسه می‌باشد، در شرکت‌های تعاونی افراد یا اعضاء عامل مؤثری هستند. به همین دلیل در شرکت تعاونی هر عضو صرف نظر از میزان سهام، رنگ و نژاد فقط دارای یک رأی می‌باشد.
3. بهره محدود سرمایه
پیشگامان راچدیل برای توسعه و پیشرفت تعاونی‌ها سرمایه را لازم و ضروری تشخیص دادند ولی نظر آن‌ها استفاده از نیروی فعال افراد برای بهره‌برداری از سرمایه جهت رفع نیازهای مشترک آن‌ها بود نه استفاده از سرمایه به عنوان ابزاری جهت بهره کشی و استثمار افراد. بنابراین آن‌ها با این ادعای مالکین سرمایه که بخش عمده ارزش افزوده را سهم خود می‌دانستند و آن را اساس تعیین نرخ بهره سرمایه قلمداد می‌کردند، قویاً مخالف بودند و معتقد بودند که اگر قرار است بهره‌ای به سهام تعلق بگیرد، مبلغ آن باید محدود و ثابت باشد زیرا مالکین سرمایه در اصل در مازاد منافع خالص شرکت سهمی ندارند.
به هر حال سیاست بهره محدود سرمایه امروزه به چهار طریق در بین شرکت‌های تعاونی مختلف به اجرا در می‌آید.
الف : عدم پرداخت بهره به سرمایه
ب: پرداخت بهره سرمایه معادل نرخ بهره معمول سرمایه در بازار پولی و بانکی
د: علاوه بر پرداخت سود سرمایه تعاونی به خاطر تشویق اعضاء برای سرمایه‌گذاری و خرید بیشتر سهام برای آن‌ها جوایزی در نظر می‌گیرد .
4. تقسیم مازاد و عواید شرکت به نسبت معاملات بین اعضاء
انگیزه اصلی فعالیت‌های اقتصادی در شرکت‌های سهامی تحصیل سود است. ولی یک تعاونی که با اصول صحیح اقتصادی و مدیریت کار آمد اداره می‌شود باید سودآور باشد و قسمتی از سود حاصله به نسبت معاملات و همکاری‌های اعضاء بین آن‌ها تقسیم شود و قسمت دیگر به‌عنوان ذخیره برای مقابله با زیان‌های احتمالی و غیر مترقبه و همچنین تقویت بنیه مالی شرکت کنار گذاشته شود.
5. حفظ بیطرفی در مسائل نژادی، مذهبی و سیاسی
تعاون نهضتی است بین‌المللی و هدف آن رفع نیاز مشترک و بهبود وضع مادی و اجتماعی اعضاء می‌باشد. بنابراین برای این که شرکت‌های تعاونی عرصه مبارزات و تبلیغات قرار نگیرد باید از دخالت مستقیم در امور سیاسی و گروه گرایی همچنین منازعات نژادی و اختلافات مذهبی خودداری نماید در غیر این صورت وحدت داخلی شرکت تأمین نشده و اصل همیاری و خودیاری آن تحقق نخواهد یافت.
6. انجام معاملات نقدی
بعضی تصور می‌کنند که در ابتدای تأسیس شرکت تعاونی راچدیل چون سرمایه شرکت ناچیز بوده و تحمل نسیه فروشی را نداشته‌است، اصل نقد فروشی به وسیله پیشه وران راچدیل ابداع و اجرا شده‌است، ولی شواهد و مدارک موجود نشان می‌دهد حتی موقعی که سرمایه شرکت تدریجاً ترقی کرده و به بیش از احتیاج رسید این اصل به وسیله مردان راچدیل رعایت گردیده است. یکی از اعضای هیئت مؤسس راچدیل معتقد بود نقد فروشی اولاً قدرت مالی شرکت را زیاد می‌کند. ثانیاً سلامت شرکت حفظ می‌شود، ثالثاً عقل معاش را در اعضاء بر می انگیزد و در آن‌ها قدرت خرید کاذب ایجاد نمی‌کند. به عبارت دیگر به جای اینکه باری از دوش اعضاء بردارد بار قرض آن‌ها را سنگین می‌سازد. ولی امروزه فروش نسیه در بسیاری از شرکت‌های تعاونی جهان به عللی اجرا می‌شود.
7. آموزش و پرورش و تعلیمات تعاونی
شرکت تعاونی سازمانی است اختیاری که نمی‌توان افراد را به اجبار به عضویت آن درآورد. بنابراین اصل آموزش و تبلیغ تنها راهی است که به‌وسیله آن می‌توان برای جلب همکاری فعالانه و آگاهانه مردم و قبول عضویت در تعاونیها از آن استفاده نمود. از طرف دیگر افرادی که شرکت تعاونی را تشکیل می‌دهند باید به اهداف و اصول شرکت آشنایی داشته باشند و از اینرو کلیه عملیات شرکت باید با آموزش تعلیم و تبلیغ همراه باشد، در حقیقت بقاء و دوام و گسترش نهضت تعاونی در جهان جز با تعلیمات تعاونی و آموزش مردم امکان‌پذیر نیست.